# Saché
 (octobre 2024).
 (octobre 2024).
La mise en forme du texte ne suit pas les recommandations de Wikipédia : il faut le « wikifier ».
Les points d'amélioration suivants sont les cas les plus fréquents. Le détail des points à revoir est peut-être précisé sur la page de discussion.
- Les titres sont pré-formatés par le logiciel. Ils ne sont ni en capitales, ni en gras.
- Le texte ne doit pas être écrit en capitales (les noms de famille non plus), ni en gras, ni en italique, ni en « petit »…
- Le gras n'est utilisé que pour surligner le titre de l'article dans l'introduction, une seule fois.
- L'italique est rarement utilisé : mots en langue étrangère, titres d'œuvres, noms de bateaux, etc.
- Les citations ne sont pas en italique mais en corps de texte normal. Elles sont entourées par des guillemets français : « et ».
- Les listes à puces sont à éviter, des paragraphes rédigés étant largement préférés. Les tableaux sont à réserver à la présentation de données structurées (résultats, etc.).
- Les appels de note de bas de page (petits chiffres en exposant, introduits par l'outil «  Source ») sont à placer entre la fin de phrase et le point final[comme ça].
- Les liens internes (vers d'autres articles de Wikipédia) sont à choisir avec parcimonie. Créez des liens vers des articles approfondissant le sujet. Les termes génériques sans rapport avec le sujet sont à éviter, ainsi que les répétitions de liens vers un même terme.
- Les liens externes sont à placer uniquement dans une section « Liens externes », à la fin de l'article. Ces liens sont à choisir avec parcimonie suivant les règles définies. Si un lien sert de source à l'article, son insertion dans le texte est à faire par les notes de bas de page.
- La présentation des références doit suivre les conventions bibliographiques. Il est recommandé d'utiliser les modèles {{Ouvrage}}, {{Chapitre}}, {{Article}}, {{Lien web}} et/ou {{Bibliographie}}. Le mode d'édition visuel peut mettre en forme automatiquement les références.
- Insérer une infobox (cadre d'informations à droite) n'est pas obligatoire pour parachever la mise en page.

Pour une aide détaillée, merci de consulter Aide:Wikification.
Si vous pensez que ces points ont été résolus, vous pouvez retirer ce bandeau et améliorer la mise en forme d'un autre article.
 (octobre 2024).
Si vous disposez d'ouvrages ou d'articles de référence ou si vous connaissez des sites web de qualité traitant du thème abordé ici, merci de compléter l'article en donnant les références utiles à sa vérifiabilité et en les liant à la section « Notes et références ».
Saché est une commune française du département d'Indre-et-Loire, dans la région Centre-Val de Loire.

## Géographie
| Azay-le-Rideau        | Druye | Pont-de-Ruan |
| Cheillé               | Saché | Thilouze     |
| Villaines-les-Rochers | Neuil |              |

### Hydrographie

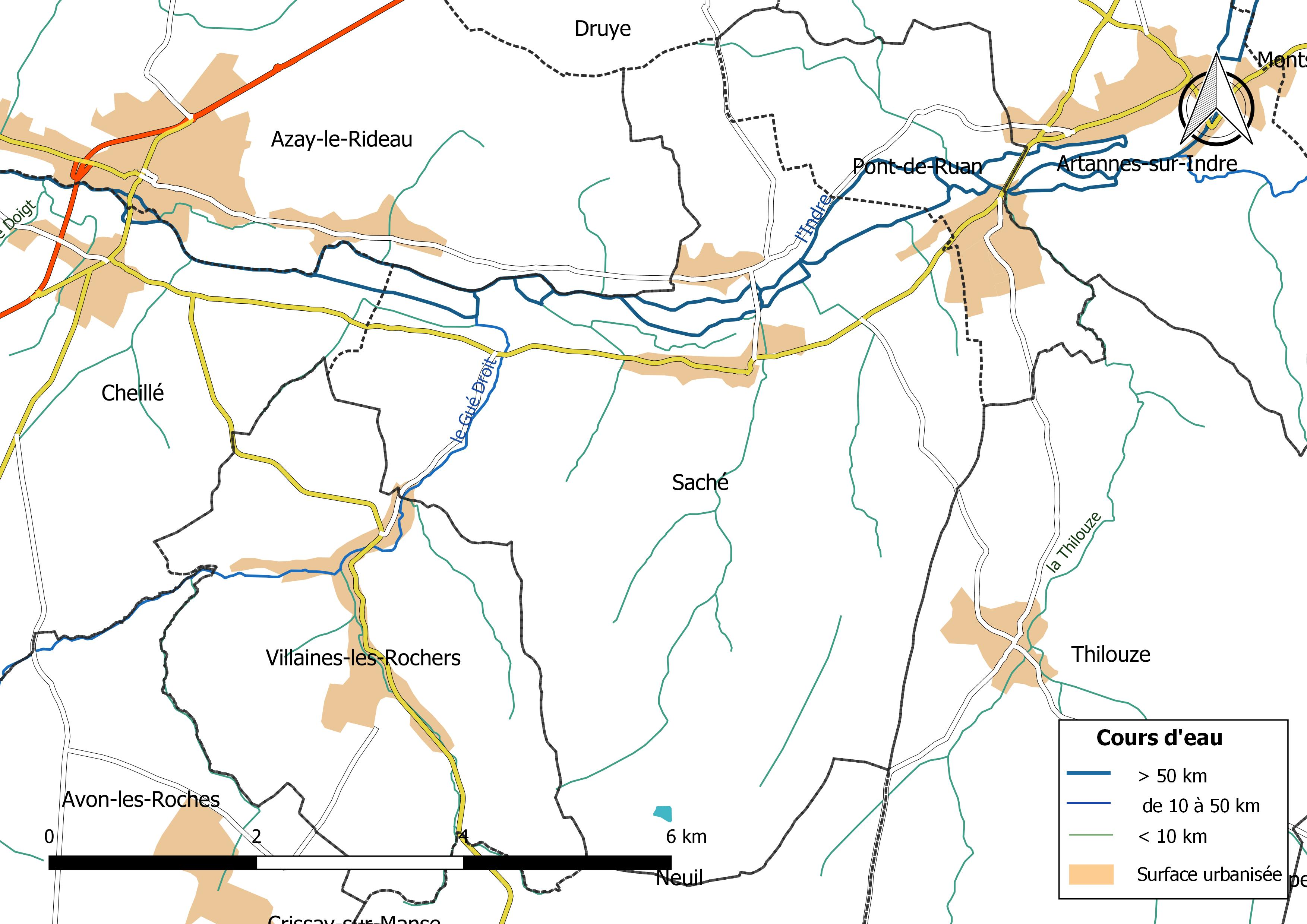
Réseau hydrographique de Saché.

La commune est traversée dans la partie nord de son territoire par l'Indre (5,043 km). Le réseau hydrographique communal, d'une longueur totale de 32,72 km, comprend un autre cours d'eau notable, le Gué Droit (2,408 km), et divers petits cours d'eau pour certains temporaires,.
L'Indre, d'une longueur totale de 279,4 km, prend sa source à une altitude de 453 m sur le territoire de Saint-Priest-la-Marche dans le  département du Cher et se jette  dans la Loire à Avoine, après avoir traversé 58 communes. Les crues de l'Indre sont le plus souvent de type inondation de plaine. Sur le plan de la prévision des crues, la commune est située dans le tronçon de l'Indre tourangelle, dont la station hydrométrique de référence la plus proche est située à  Monts. Le débit mensuel moyen (calculé sur 14 ans pour cette station) varie de 4,51 m3/s au mois de septembre à 34 m3/s au mois de février. Le débit instantané maximal observé sur cette station est de 236 m3/s le 2 juin 2016, la hauteur maximale relevée a été de 5,56 m ce même jour,. Ce cours d'eau est classé dans les listes 1 et 2 au titre de l'article L. 214-17 du code de l'environnement sur le bassin Loire-Bretagne. Au titre de la liste 1, aucune autorisation ou concession ne peut être accordée pour la construction de nouveaux ouvrages s'ils constituent un obstacle à la continuité écologique et le renouvellement de la concession ou de l'autorisation des ouvrages existants est subordonné à des prescriptions permettant de maintenir le très bon état écologique des eaux. Au titre de la liste 2, tout ouvrage doit être géré, entretenu et équipé selon des règles définies par l'autorité administrative, en concertation avec le propriétaire ou, à défaut, l'exploitant,.
Sur le plan piscicole, l'Indre est classée en deuxième catégorie piscicole. Le groupe biologique dominant est constitué essentiellement de poissons blancs (cyprinidés) et de carnassiers (brochet, sandre et perche).
Le Gué Droit, d'une longueur totale de 10,7 km, prend sa source dans la commune d'Avon-les-Roches et se jette  dans l'Indre en rive gauche peu après le hameau du Gué Droit, après avoir traversé 4 communes.
Ce cours d'eau est classé dans la liste 1 au titre de l'article L. 214-17 du code de l'environnement sur le bassin Loire-Bretagne. Du fait de ce classement, aucune autorisation ou concession ne peut être accordée pour la construction de nouveaux ouvrages s'ils constituent un obstacle à la continuité écologique et le renouvellement de la concession ou de l'autorisation des ouvrages existants est subordonné à des prescriptions permettant de maintenir le très bon état écologique des eaux. Sur le plan piscicole, le Gué Droit est également classé en deuxième catégorie piscicole.
En 2019, la commune est membre de la communauté de communes Touraine Vallée de l'Indre qui est elle-même adhérente au syndicat d'aménagement de la vallée de l'Indre. Créé par arrêté préfectoral du 12 septembre 1985 à la suite des crues historiques de décembre 1982 et janvier 1983, ce syndicat a pour vocation d'une part l'atteinte du bon état écologique des cours d'eau par des actions de restauration de zones humides et des cours d'eau, et d'autre part de participer à la lutte contre les inondations par des opérations de sensibilisation de la population ou de restauration et d'entretien sur le lit mineur, et sur les fossés situés dans le lit majeur de l'Indre appelés localement « boires », et de l'ensemble des cours d'eau du bassin versant de l'Indre.
Trois zones humides ont été répertoriées sur la commune par la direction départementale des territoires (DDT) et le Conseil départemental d'Indre-et-Loire : « la vallée de l'Indre : du Moulin Neuf aux Prés de la Chapelle », « la vallée de l'Indre : de Pont-de-Ruan amont à Moulin Neuf » et « l'étang de Salvert »,.

### Climat
Pour des articles plus généraux, voir Climat du Centre-Val de Loire et Climat d'Indre-et-Loire.
En 2010, le climat de la commune est de type climat océanique dégradé des plaines du Centre et du Nord, selon une étude du CNRS s'appuyant sur une série de données couvrant la période 1971-2000. En 2020, Météo-France publie une typologie des climats de la France métropolitaine dans laquelle la commune est exposée à un climat océanique altéré et est dans la région climatique  Moyenne vallée de la Loire, caractérisée par une bonne insolation (1 850 h/an) et un été peu pluvieux.
Pour la période 1971-2000, la température annuelle moyenne est de 11,1 °C, avec une amplitude thermique annuelle de 15,1 °C. Le cumul annuel moyen de précipitations est de 681 mm, avec 10,7 jours de précipitations en janvier et 6,7 jours en juillet. Pour la période 1991-2020, la température moyenne annuelle observée sur la station météorologique de Météo-France la plus proche, sur la commune de Cheillé à 6 km à vol d'oiseau, est de 12,3 °C et le cumul annuel moyen de précipitations est de 778,9 mm,. Pour l'avenir, les paramètres climatiques de la commune estimés pour 2050 selon différents scénarios d'émission de gaz à effet de serre sont consultables sur un site dédié publié par Météo-France en novembre 2022.

## Urbanisme

### Typologie
Au 1er janvier 2024, Saché est catégorisée commune rurale à habitat dispersé, selon la nouvelle grille communale de densité à sept niveaux définie par l'Insee en 2022.
Elle est située hors unité urbaine. Par ailleurs la commune fait partie de l'aire d'attraction de Tours, dont elle est une commune de la couronne,. Cette aire, qui regroupe 162 communes, est catégorisée dans les aires de 200 000 à moins de 700 000 habitants,.

### Occupation des sols
L'occupation des sols de la commune, telle qu'elle ressort de la base de données européenne d’occupation biophysique des sols Corine Land Cover (CLC), est marquée par l'importance des territoires agricoles (65,6 % en 2018), en diminution par rapport à 1990 (66,8 %). La répartition détaillée en 2018 est la suivante : 
terres arables (47,8 %), forêts (30,6 %), prairies (9,7 %), zones agricoles hétérogènes (8,1 %), zones urbanisées (3,7 %), espaces verts artificialisés, non agricoles (0,2 %). L'évolution de l’occupation des sols de la commune et de ses infrastructures peut être observée sur les différentes représentations cartographiques du territoire : la carte de Cassini (XVIIIe siècle), la carte d'état-major (1820-1866) et les cartes ou photos aériennes de l'IGN pour la période actuelle (1950 à aujourd'hui).

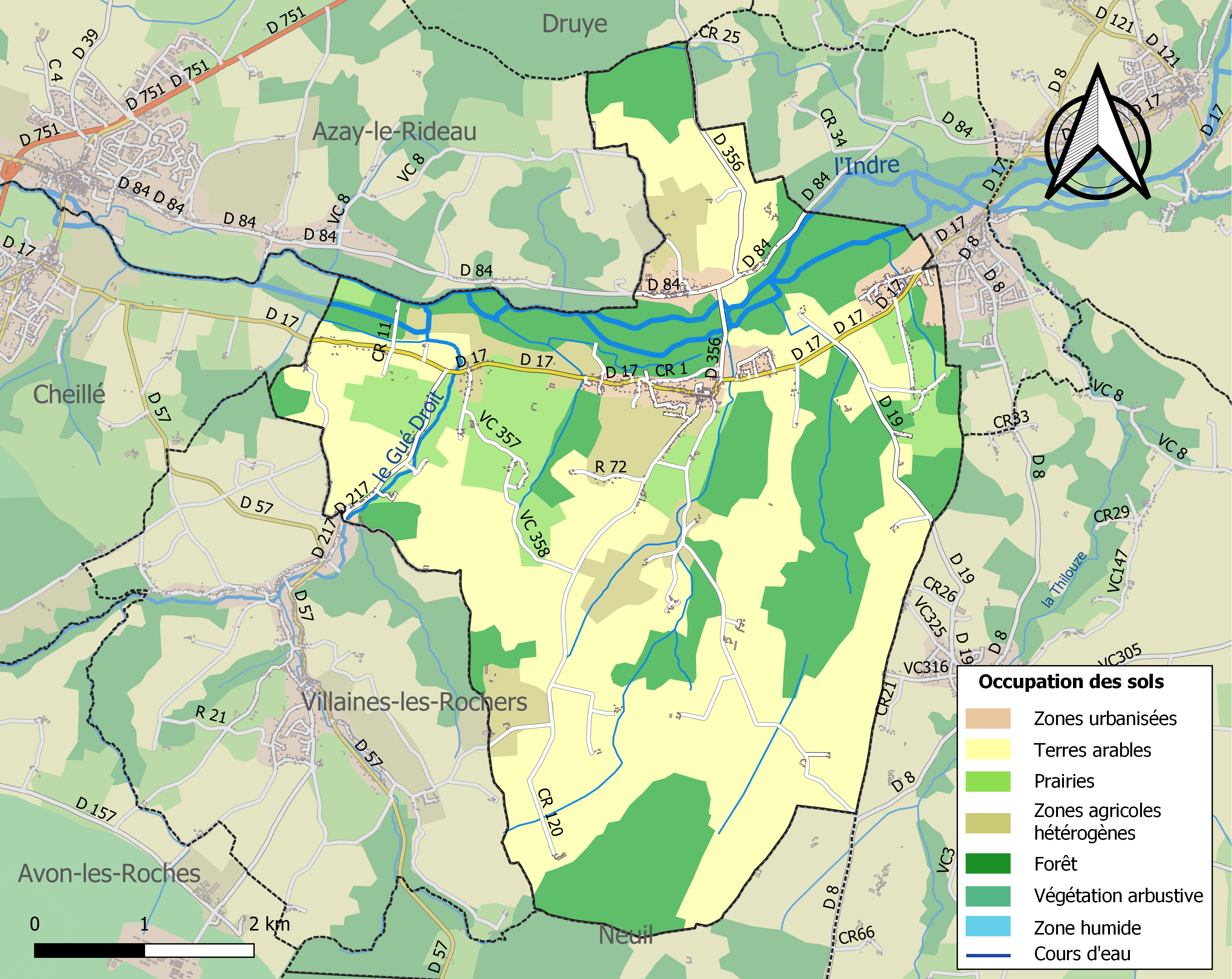
Carte des infrastructures et de l'occupation des sols de la commune en 2018 (CLC).

### Risques majeurs
Le territoire de la commune de Saché est vulnérable à différents aléas naturels : météorologiques (tempête, orage, neige, grand froid, canicule ou sécheresse), inondations et séisme (sismicité faible). Un site publié par le BRGM permet d'évaluer simplement et rapidement les risques d'un bien localisé soit par son adresse soit par le numéro de sa parcelle.
Certaines parties du territoire communal sont susceptibles d’être affectées par le risque d’inondation par débordement de cours d'eau, notamment l'Indre et le Gué Droit. La commune a été reconnue en état de catastrophe naturelle au titre des dommages causés par les inondations et coulées de boue survenues en 1982, 1993, 1999 et 2016,.

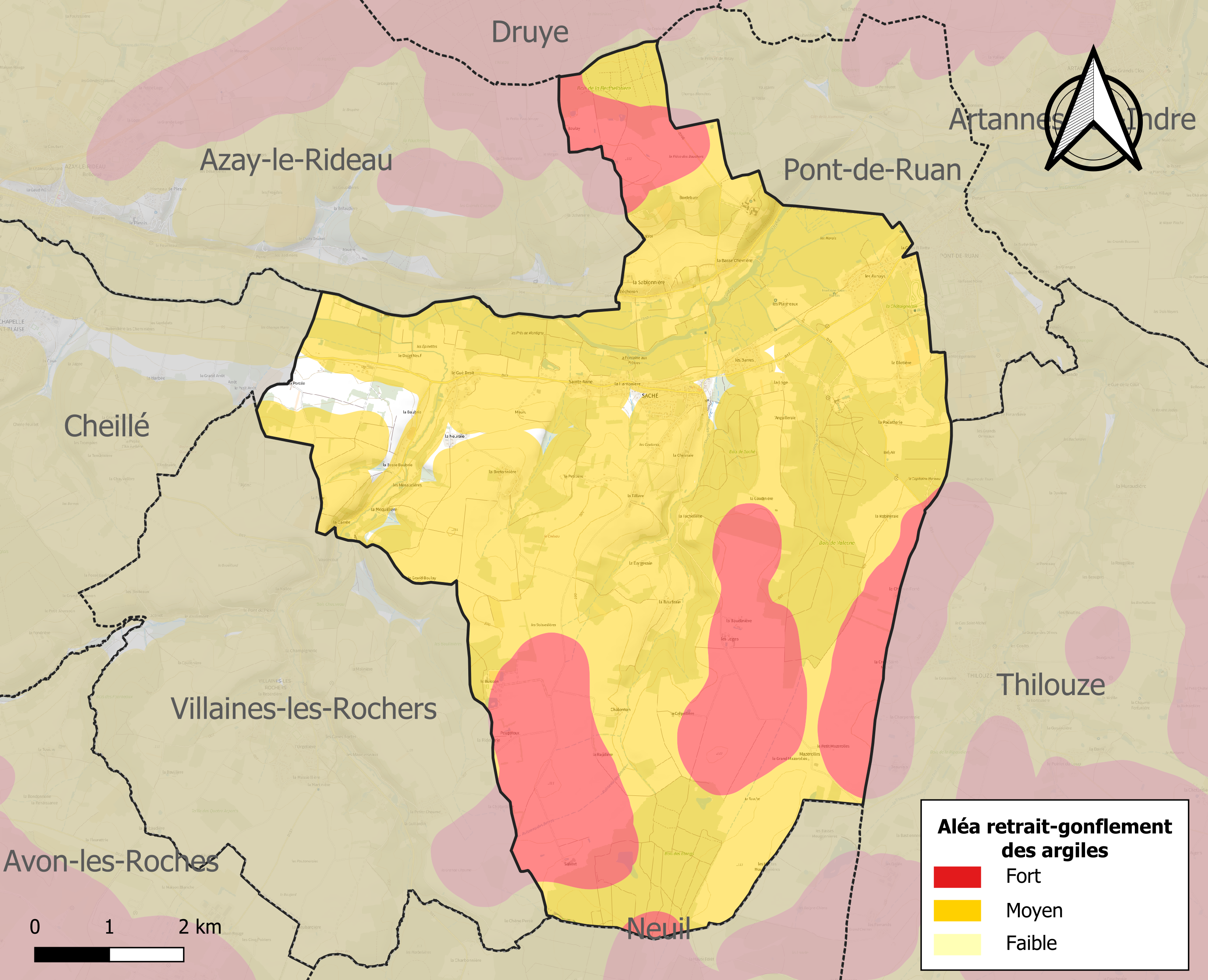
Carte des zones d'aléa retrait-gonflement des sols argileux de Saché.

Le retrait-gonflement des sols argileux est susceptible d'engendrer des dommages importants aux bâtiments en cas d’alternance de périodes de sécheresse et de pluie. 97,5 % de la superficie communale est en aléa moyen ou fort (90,2 % au niveau départemental et 48,5 % au niveau national). Sur les 630 bâtiments dénombrés sur la commune en 2019, 600 sont en aléa moyen ou fort, soit 95 %, à comparer aux 91 % au niveau départemental et 54 % au niveau national. Une cartographie de l'exposition du territoire national au retrait gonflement des sols argileux est disponible sur le site du BRGM,.
Concernant les mouvements de terrains, la commune a été reconnue en état de catastrophe naturelle au titre des dommages causés par la sécheresse en 2005, 2011 et 2017 et par des mouvements de terrain en 1999.

## Toponymie
Saché, déjà désigné sous ce nom dans un cartulaire du début du XIIe siècle, dérive du terme *Sappiacus, « domaine de Sappius » (anthroponyme gaulois) composé avec le suffixe -acum.
Sachaium, 1142. - Ecllesia de Sacheio, 1169. - Saiché, XVe siècle. (Cartul. de l'archevêché de Tours et de Fontevrault).

## Histoire

### À la Préhistoire
L’installation des premiers habitants de la Vallée de l’Indre aux environs de Saché est confirmée par la découverte d’outils en silex taillé au bord de la rivière près des Aulnays, à Bécheron et à la Sablonnière.

### Au Moyen Âge
Le premier bourg de Saché, appelé « Sacchaium », voit le jour aux alentours du VIe siècle av. J.-C à l'époque gauloise. Ce bourg est constitué de simples cabanes de pierres surmontées de toits de chaume. Jusqu’aux environs de 450 apr. J.-C, la domination romaine fait prospérer la Touraine, mais à ce jour, aucun vestige ne subsiste dans la vallée près de Saché.
En 1250, on sait que la terre de Saché appartient à un certain Guillaume. Du XIIe siècle au XVe siècle, on ne trouve aucun document indiquant les noms des différents seigneurs de Saché.

### À la Renaissance
Pendant près de deux siècles, de 1457 à la fin du XVIe siècle, les terres de « Saiché » sont détenues par la famille seigneuriale de Pont-de-Ruan, plus précisément par la famille Savary qui réside au château de la Chevrière. Par la suite, le château est acquis par la famille Rouxelley, qui entreprend de le transformer en un manoir de plaisance en abandonnant sa fonction défensive.
À Saché, les plus anciens registres paroissiaux datent de 1552.
Avant la Révolution, Saché dépendait de l'élection de Tours et faisait partie du grand archidiaconé de Tours et du doyenné d'Azay-le-Rideau.

### Après la Révolution
Pendant la Révolution, les chroniques s’arrêtent, la gestion de l’état civil est tenue par les élus communaux. En 1793, Saché dépendait du district de Tours.
Le premier maire de Saché est élu en 1801, il s’agit de François Joseph Le Breton de Vonnes apparenté au propriétaire du manoir de Vonnes à Pont-de-Ruan. Il est réélu en 1807 et en 1812.
En 1810, on commence la construction de la route départementale 17 qui relie Loches à Azay-le-Rideau en passant par Saché, Pont-de-Ruan, Artannes, Montbazon. On abandonne la voie romaine qui avait servi pendant près de 14 siècles.

### Faits Divers
Le dimanche 2 juillet 1871, alors que Hippolyte Le Breton de Vonnes, maire de Saché, se rendait présider les opérations électorales de sa commune, il fut mortellement blessé à la porte de la mairie d'un coup de feu, parti d'une maison voisine. Les habitants allèrent chercher l'abbé Lucas, curé de Saché depuis 1824, qui arriva afin de porter secours au maire. Il fut également abattu par le tireur, un nommé Delalande, ancien maréchal-ferrant de la commune. Le tireur se donna la mort d'un coup de fusil dans la tête. Il aurait agit à la suite de mauvais renseignements fournis contre lui par le maire, pour lesquels il aurait subi une condamnation,.

## Politique et administration

### Tendances politiques
| Scrutin             | Scrutin             | 1er tour | 1er tour | 1er tour | 1er tour | 1er tour | 1er tour | 1er tour | 1er tour | 1er tour | 1er tour | 1er tour | 1er tour | 2d tour | 2d tour  | 2d tour | 2d tour | 2d tour | 2d tour |
| Scrutin             | Scrutin             | 1er      | 1er      | %        | 2e       | 2e       | %        | 3e       | 3e       | %        | 4e       | 4e       | %        | 1er     | 1er      | %       | 2e      | 2e      | %       |
| ------------------- | ------------------- | -------- | -------- | -------- | -------- | -------- | -------- | -------- | -------- | -------- | -------- | -------- | -------- | ------- | -------- | ------- | ------- | ------- | ------- |
| Présidentielle 2017 | Présidentielle 2017 |          | EM       | 23,11    |          | FN       | 22,98    |          | LR       | 19,19    |          | LFI      | 17,68    |         | EM       | 62,86   |         | FN      | 37,14   |
| Présidentielle 2022 | Présidentielle 2022 |          | LREM     | 29,72    |          | RN       | 27,39    |          | LFI      | 16,80    |          | REC      | 6,33     |         | LREM     | 59,02   |         | RN      | 40,98   |
| Législatives 2022   | 4e                  |          | RE-Ens   | 30,19    |          | PS-Nupes | 26,00    |          | RN       | 23,48    |          | LR       | 7,13     |         | PS-Nupes | 50,68   |         | RE-Ens  | 49,32   |
| Législatives 2024   | 4e                  |          | RN       | 35,65    |          | RE-Ens   | 30,17    |          | PS-NFP   | 26,70    |          | LR       | 6,81     |         | PS-NFP   | 53,17   |         | RN      | 46,83   |

## Population et société

### Démographie
L'évolution du nombre d'habitants est connue à travers les recensements de la population effectués dans la commune depuis 1793. Pour les communes de moins de 10 000 habitants, une enquête de recensement portant sur toute la population est réalisée tous les cinq ans, les populations de référence des années intermédiaires étant quant à elles estimées par interpolation ou extrapolation. Pour la commune, le premier recensement exhaustif entrant dans le cadre du nouveau dispositif a été réalisé en 2005.

En 2022, la commune comptait 1 405 habitants, en évolution de +1,81 % par rapport à 2016 (Indre-et-Loire : +1,67 %, France hors Mayotte : +2,11 %).
| 1793 | 1800 | 1806 | 1821 | 1831 | 1836 | 1841 | 1846 | 1851 |
| ---- | ---- | ---- | ---- | ---- | ---- | ---- | ---- | ---- |
| 919  | 935  | 973  | 882  | 913  | 896  | 862  | 829  | 799  |

| 1856 | 1861 | 1866 | 1872 | 1876 | 1881 | 1886 | 1891 | 1896 |
| ---- | ---- | ---- | ---- | ---- | ---- | ---- | ---- | ---- |
| 776  | 763  | 795  | 775  | 751  | 758  | 717  | 721  | 749  |

| 1901 | 1906 | 1911 | 1921 | 1926 | 1931 | 1936 | 1946 | 1954 |
| ---- | ---- | ---- | ---- | ---- | ---- | ---- | ---- | ---- |
| 739  | 757  | 738  | 637  | 639  | 611  | 570  | 647  | 631  |

| 1962 | 1968 | 1975 | 1982 | 1990 | 1999  | 2005  | 2006  | 2010  |
| ---- | ---- | ---- | ---- | ---- | ----- | ----- | ----- | ----- |
| 586  | 638  | 601  | 738  | 868  | 1 004 | 1 150 | 1 160 | 1 277 |

| 2015  | 2020  | 2022  | - | - | - | - | - | - |
| ----- | ----- | ----- | - | - | - | - | - | - |
| 1 377 | 1 411 | 1 405 | - | - | - | - | - | - |

### Enseignement
Saché se situe dans l'Académie d'Orléans-Tours (Zone B) et dans la circonscription de Langeais.
L'école primaire Elléouët accueille les élèves de la commune.

## Monuments

### Le château de Saché
Le château de Saché est une ancienne châtellenie relevant de l'Ile-Bouchard. Construit à l'époque féodale, le château a subi des modifications à la fin du XVIe siècle et au XVIIIe siècle. Malgré cela, quelques vestiges du château primitif subsistent, notamment une tour cylindrique faisant partie de l'ancienne enceinte, la base d'une autre tour intégrée dans le château actuel, ainsi qu'une partie des douves.
Saché a une importance particulière dans la vie de l'écrivain Honoré de Balzac. En effet, il était accueilli par les Margonne, amis de ses parents, et y séjournait pendant sa jeunesse. De 1829 à 1838, Balzac y revenait chaque année pour des séjours de plusieurs semaines. C'est à Saché qu'il a écrit certains de ses chefs-d'œuvre, tels que Le Lys dans la vallée, Eugénie Grandet, Le Père Goriot, La cousine Bette, Louis Lambert et La recherche de l'Absolu.
Le château abrite plusieurs pièces. La salle à manger, aménagée en 1802, est décorée de papiers peints et de boiseries de style Directoire. La chambre de Balzac est revêtue de papier et dispose d'un miroir encadré de boiseries de style Louis XVI ainsi que d'une cheminée en marbre noir du XIXe siècle.

### Le château de La Chevrière
Ce château est situé sur la rive droite d'une colline, avec une vue dominante sur la vallée de l’Indre. Ce nom est connu depuis le XIIIe siècle.
Le château est un ancien fief relevant de Colombiers. Il est construit à la fin XVIIe siècle et fait l'objet de campagne de construction au XVIIIe et XIXe siècles. Il est entouré d'un parc aménagé au début du XXe siècle par le paysagiste Louis Decorges. Il est composé de deux corps de bâtiments disposés en angle du XVIIIe siècle, et l'un d'eux abrite un haut pavillon daté de 1867.
On remarque un portail d'entrée daté de 1699, flanqué de deux pavillons à toit élevé. Le portail présente une porte en forme de plein cintre et deux lanternons à dôme.
Ce lieu fut utilisé par Balzac, dans Le lys dans la vallée, pour illustrer « Clochegourde », château de Mme de Mortsauf, en lui donnant l'aspect du manoir de Vonnes, manoir voisin, où se situe également « L'allée des adieux ».
Il s'agit d'une résidence privée inscrit partiellement au monument historique depuis le 27 octobre 1971.

### Le château de Valesne
Ce château est situé sur la rive gauche de la vallée de l’Indre qu’il surplombe. Le domaine est adossé à une forêt au sud. Le château est entouré d’un jardin à la française et d’un parc paysager créé en 1920 par le paysagiste Louis Decorges. Un escalier d’eau descend du bois vers le château. Il coule de bassin en bassin au nombre de six, jusqu’à une large vasque.
La partie centrale du château a été reconstruite à la fin du XVe siècle. Ce corps de logis, desservi par une tourelle d'escalier polygonale, a été prolongé au cours du deuxième tiers du siècle suivant par deux ailes transversales lui donnant un plan en H. Les baies du corps central présente un décor flamboyant, ainsi que les croisées et demi-croisées des ailes transversales. Le décor intérieur, les façades et les toitures ont été restaurés et modifiés au début du XXe siècle. La grande salle de l'étage conserve un ensemble de peintures murales datant des alentours de 1925, œuvres du peintre Raphaël Delorme. Les panneaux évoquent la vie à la fin de la Renaissance dans le cadre du château.
Le château a été érigé sur un ancien fief appartenant à Guillaume de Sainte Maure au XIVe siècle, qui comportait à l'époque des métairies, des vignes, des prés et des bois. Il se compose d'un bâtiment central avec deux ailes à l'est et à l'ouest.
À l'origine propriété des Rousselé, le château est acheté par la famille Métadier au début du XXe siècle. La restauration est réalisée dans le style gothique, comme en témoignent les lucarnes.
Dans le roman de Balzac, Le Lys dans la Vallée, le château est appelé Château Frapesle (nom de la propriété de Zulma Carraud près d'Issoudun) et est la demeure de Mme Durand de Chessel.
Madame Jacqueline Massy-Métadier, qui avait hérité du château de sa famille, le légue à la Fondation « Art et Paix » créée en 2006 par le Père Eugène Merlet, capucin et musicien, car elle souhaite que Valesne soit voué à la musique classique et à tous les arts. Ainsi, Valesne devient un centre international de rencontres d'artistes et un lieu de réflexion sur l'inspiration artistique.
Le château est inscrit partiellement au monument historique depuis le 6 décembre 2007.

### Le manoir du Boulay
Le manoir du Boulay a été construit au XVe siècle et ensuite modifié au XIXe siècle. Situé dans la  vallée du ruisseau de Villaines, il est composé de deux parties parallèles avec une tour en saillie sur la façade sud. Il a subi des restaurations au XIXe siècle. Fabriqué en tuffeau local, le bâtiment présente une magnifique tour ronde en forme de poivrière. Les angles et les encadrements des fenêtres sont en pierre de taille, avec un toit en ardoises plates qui lui donne un aspect saisissant. Des frontons triangulaires décoratifs, situés au-dessus des ouvertures du deuxième étage. En tant que monument historique classé, le manoir est un exemple de l'architecture médiévale.

### Le manoir de Bécheron
Le manoir de Bécheron fit l'objet de plusieurs remaniements au fil des siècles (XVIe, XVIIIe, XIXe et XXe siècles ). Il est situé à mi-côte, à l’entrée ouest de La Sablonnière.
Dans le rôle des fiefs de Touraine de 1639, Bécheron est répertorié comme un fief, aux côtés d'Ouzy à Langeais, avec un revenu annuel de 25 livres. On trouve des traces de son existence dès 1464, lorsque Jeanne Maurelle, veuve de Michel de la Planche, en était propriétaire. Les registres paroissiaux nous fournissent les noms de ses successeurs à partir de 1572, lorsque le 21 septembre, on baptisa Renée, fils de noble homme Jean Brachet, seigneur de Bécheron, archer de la garde du roi et de Renée Héliot.
Selon les traces historiques, on peut mentionner comme seigneur de Bécheron :
- Henri Dadde, de façon certaine de 1610 jusqu'en 1644;
- David Dadde, qui a épousé Marie de Valois, fille naturelle d'Isabelle de Crécy et de Charles de Valois, lui-même fils naturel de Charles IX et Marie Touchet;
- Hyacinthe Dadde, chevalier de Saint-Louis, capitaine d'une compagnie de marine.
Dans les propriétaires récents du manoir se trouvent notamment : 
- Marguerite-Léonie-Caroline Barbe épouse divorcée de Serge Voronoff dans les années 20;
- le sculpteur américain Jo Davidson fait son acquisition en 1926. Il aménage cette vieille demeure et transforme l’immense grange en atelier tout en gardant sa belle charpente. Jo Davidson y séjourna jusqu’à sa mort le 2 janvier 1952. Les cendres de l'artiste sont enfouies dans le parc du manoir. Son fils ainé Jacques y habita de 1953 à 1972, dont il racheta en 1963 la part à son frère, Jean-Michel, mari de Sandra Calder.
Le 9 avril 2011, une plaque commémorant la présence en ces lieux du sculpteur Jo Davidson a été posée sur le portail d’entrée du manoir. A remarquer une très belle tour ronde en façade.

### L'église Saint-Martin-de-Vertou

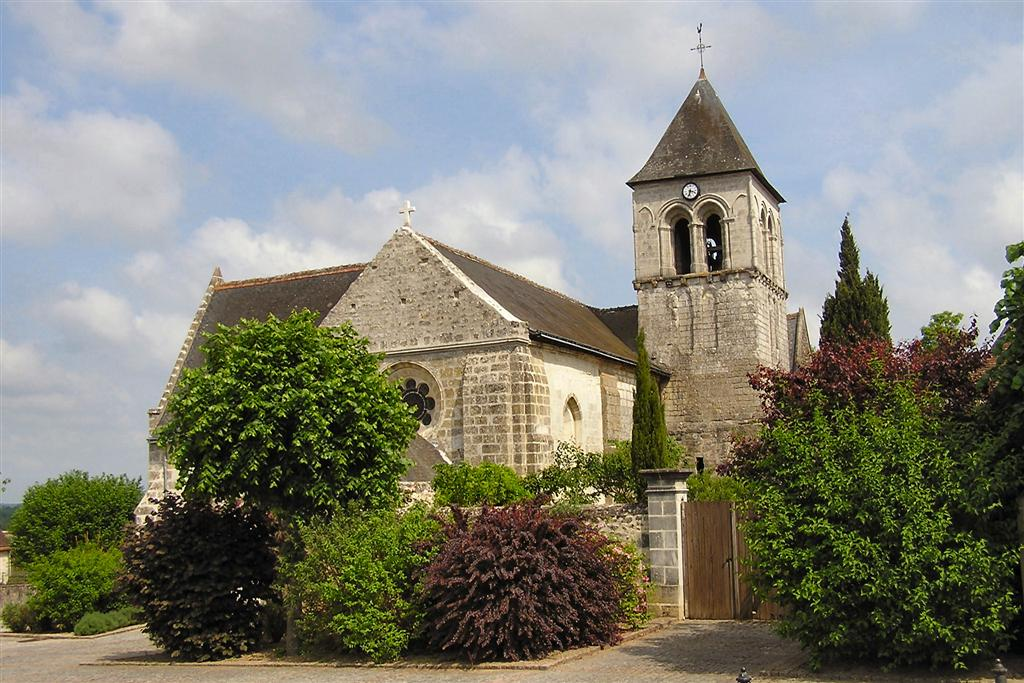
L'église Saint-Martin-de-Vertou à Saché

L'église Saint-Martin-de-Vertou un édifice du XIIe siècle, remanié au XIIIe siècle et agrandi au XVIe siècle. Il fut restauré en 1870. Sa façade occidentale précédée d'un porche en charpente, est percée d'une porte en tiers-point restaurée et d'un oculus à réseau rayonnant.
Les deux premières travées de la nef sont du XIIIe siècle, voûtées sur croisée d'ogives et éclairées au midi par de hautes fenêtres en tiers points. La troisième et la quatrième travée appartiennent à l'édifice primitif du XIIe siècle. Leurs voûtes angevines sur croisées d'ogives ont été relancées dans l'œuvre mais sont plus anciennes que celles des deux premières travées. Ces travées romanes ont conservé trois des fenêtres qui les éclairaient et qui ont été condamnées lors des constructions ultérieures. La troisième travée est flanquée au midi par le clocher élevé au XIIIe siècle avec lequel elle communique par une petite porte et où donne accès de l'extérieur une petite porte en arc brisé. Ce clocher carré est ajouré sur chaque face, à l'étage du beffroi, de deux baies en tiers point au-dessus d'une arcature aveugle de deux arceaux. L'abside, à trois pans ajourés chacun d'une fenêtre en lancette, qui termine l'église à l'est également du XIIIe siècle. Elle est voûtée sur cinq branches d'ogives.
Au XVIe siècle furent ajoutées à l'église, la nef secondaire et la chapelle seigneuriale. Le collatéral a quatre travées comme la nef majeure à laquelle il a été relié par quatre grandes arcades en tiers-points. Ces travées sont voûtées sur ogives à moulures prismatiques retombant sur des culs-de-lampe. Quant à la chapelle seigneuriale, elle fut édifiée au midi de la quatrième travée de la nef principale. La clef de sa croisée d'ogive était sans doute timbrée d'armoiries qui ont été remplacées par un monogramme. Au pilier oriental de l'arcade reliant les quatrièmes travées des nef est fixée une plaque de marbre gravée d'une longue inscription en mémoire de la bienheureuse Marguerite de Rouxelley, née à Saché en 1607.

### Les moulins
La commune et ses environs proches ont abrité et abritent encore plusieurs moulins à eau notamment décrits par Balzac dont le Moulin du Gué Droit  où "le ruisseau actionne un moulin à tan qui broie l'écorce de chêne " (daté du XVe siècle qui aujourd'hui est une propriété, qui se nomme "les gîtes du Moulin à Tan", gîtes de vacances pour les particuliers). On y trouve aussi le Moulin Rouge (du XVIe siècle), le Moulin Neuf (du XVIIe siècle) et le Moulin Vert (XVIIIe – XIXe siècles), qui n'ont plus d'activité de meunerie, car remplacés par des moulins industriels mais dont certains sont encore habités ou transformés en hôtellerie comme celui du hameau de la Chevrière (Moulin Vert) à Saché.

### Les maisons
- La maison presbytérale, c’est la maison de Monsieur Métadier, rue du Château. Demeure des XVe et XVIe siècles composée d’un corps de logis central avec des chaînes d’angle en pierre de taille.
- Les maisons des 8,10 et 12, rue Principale, à pans de bois, brique et tuffeau forment une succession de plusieurs demeures à colombage et torchis. Elles représentent ce qu’il reste de l’ancien abbaye qui avait été construite au XVIe siècle entre le château et l’église. Au N° 8, un restaurant gastronomique, l’«Auberge du XIIe siècle», est actuellement établi. Dans la première salle de restaurant, un manteau de cheminée du XVIIe siècle[61].
- L’ancien prieuré, des XVe et XVIIe siècles, au 5, rue Principale. Cette maison à hauts pignons fut un prieuré de femmes dépendant de l’abbaye de Beaumont-les-Tours jusqu’en 1752, année d’un ouragan qui fit tomber le clocher sur la nef de l’église et priva les sœurs de leur lieu de recueillement[62].
- Maison et atelier d'artistes, dit « atelier Calder »[63]. L'atelier de 300 m2 sur deux niveaux est achevé en 1963 sur le lieu-dit le Haut-Carroi. Il bénéficie d'une lumière naturelle avec de vastes verrières et des portes-fenêtres à arcs en plein-cintre. Devant l'atelier, un quai sert à l'exposition de ses stabiles, pour juger de leur effet dans l'espace. Il s'ensuit la construction d'une maison d'après les plans de l'architecte Jean-Claude Drouin entre 1966 et 1969. Après son décès en 1976, l'atelier Calder devient une résidence d'artistes de trois mois, soutenue par le Ministère de la Culture, la région Centre Val de Loire et la Fondation Calder. Des artistes internationaux y sont accueillis pour prolonger l'expérimentation créative et contemporaine chère à Calder[64]

### Monuments inscrits au registre des monuments historiques
- Tuilerie, située au lieu-dit Les Platereaux[65]
- Ferme, du XVe siècle, située au lieu-dit La Gaudinière[66]
- Puits, situé au lieu-dit Le Moulin Rougé[67]
- Fontaine de dévotion, située au lieu-dit Fontaine Saint-Martin, qui a été transformée en abreuvoir[68]
- Edifice fortifié, situé au lieu-dit Valesnes, détruit. Il s'agit d'une motte circulaire de 12m de diamètre et 6m de haut[69]

### Autres lieux
- Totem-Saché de Calder[70], situé sur la place principale du village. Cette sculpture mobile est un don de l'artiste à la commune de Saché. L'œuvre fut inaugurée un jour de kermesse locale, le 30 juin 1974[71].
- Plaque commémorative, sculptée par Gino Stagetti, pour le passage d'une étape du 44e Tour de France, le 19 juillet 1957, dans "les vignobles balzaciens".

## Personnalités liées à la commune

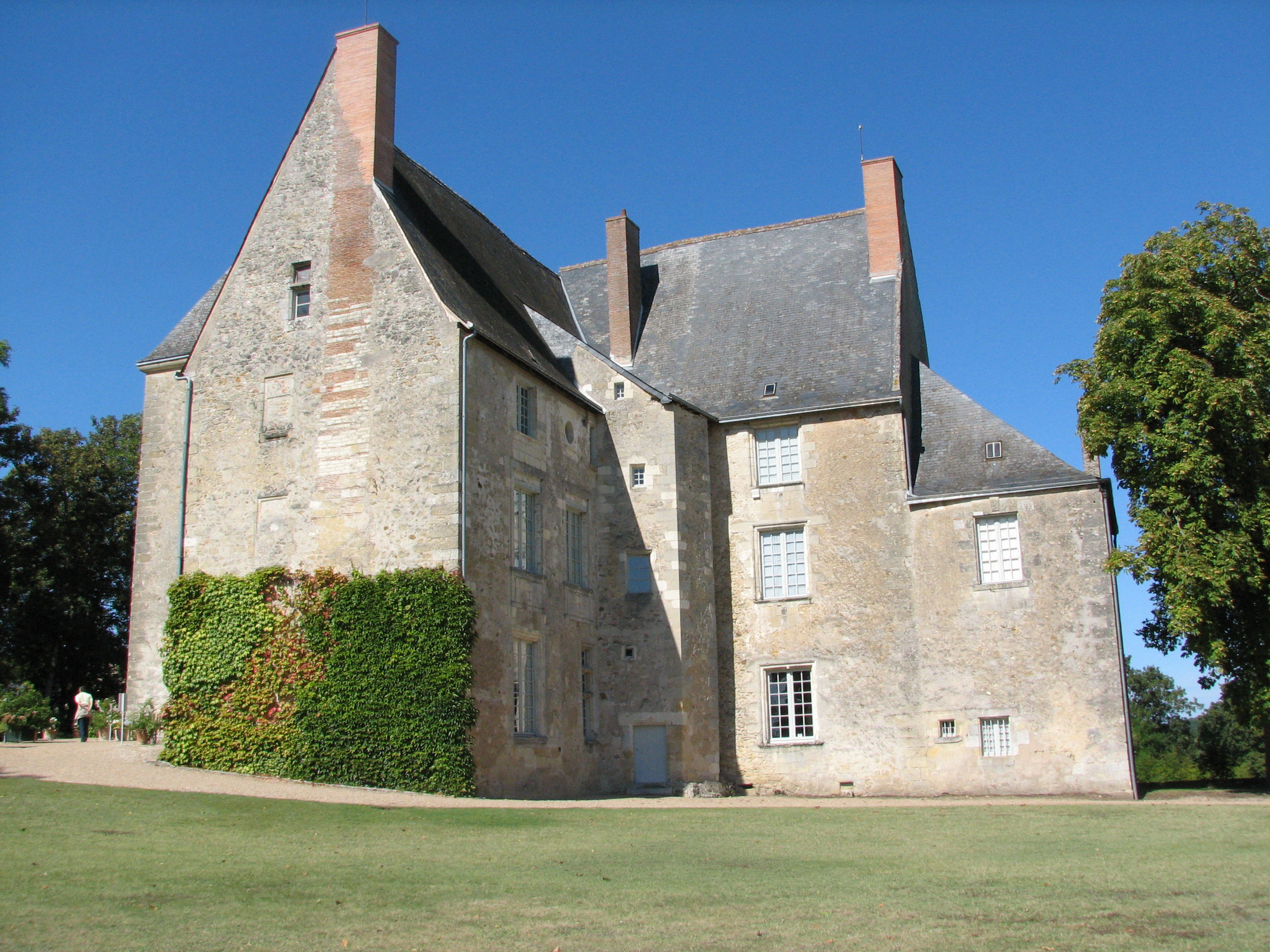
Le château de Saché où résida Balzac de 1824 à 1837.

- Honoré de Balzac venait se ressourcer sur les bords de l'Indre. Il fera son dernier séjour au château de Saché en 1848, pour fuir l'agitation politique de Paris, où il décèdera en 1850.
- René Benjamin est un écrivain ayant remporté le Prix Goncourt en 1915 pour son roman Gaspard. Le 26 juin 1916[72],
- Jo Davidson s'installa en 1925 au Manoir de Bécheron jusqu'à sa mort en 1952[73],[74].

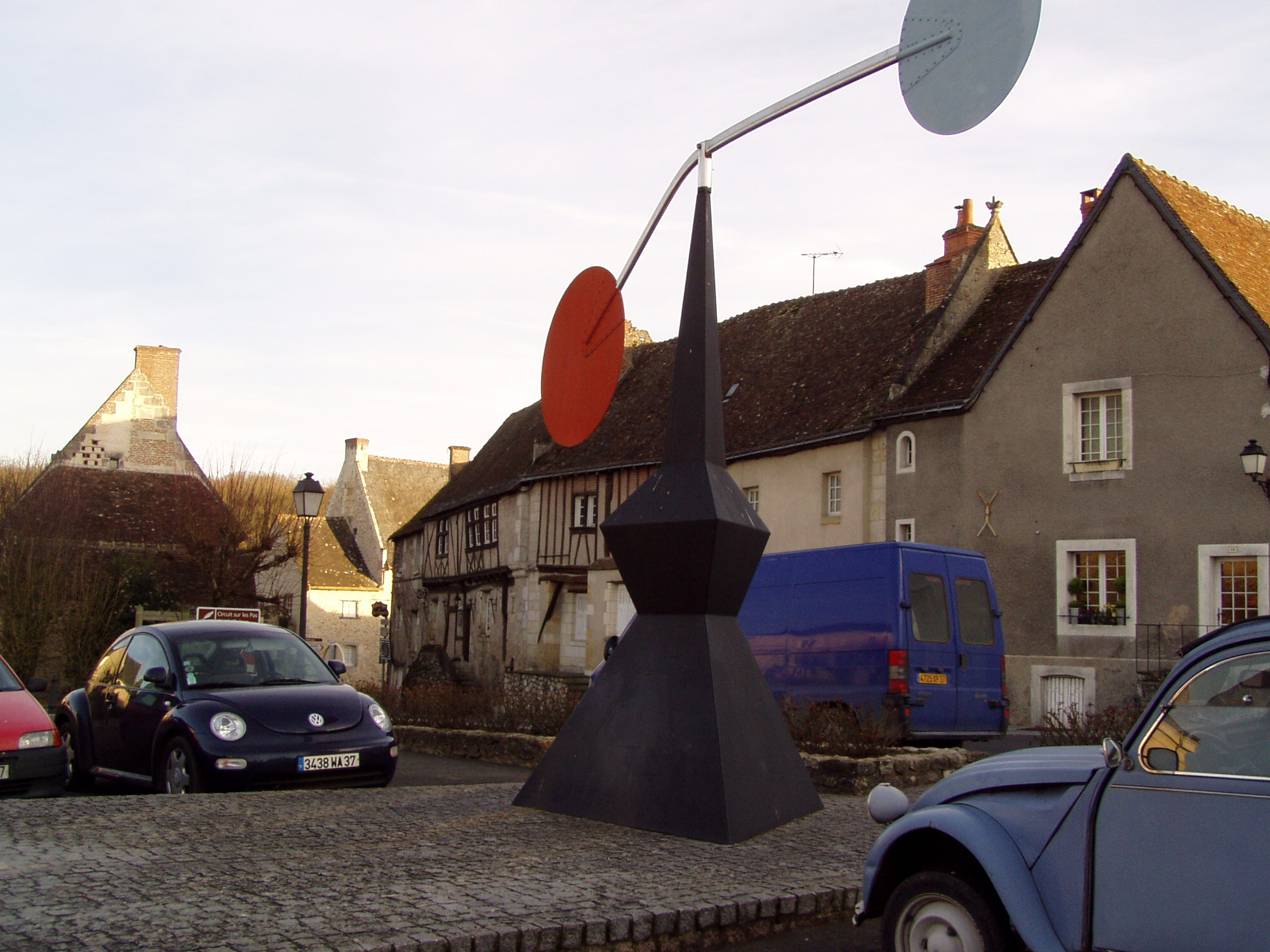
Mobile de Calder

- Alexander Calder découvre le village de Saché en rendant visite à Jean Davidson, fils de son ami sculpteur Jo Davidson décédé en 1952 dans ce village[75]. En 1954, lui et sa femme, Louisa Calder, s'installent dans la maison dite de « François 1er » au Hameau de la Basse-Chevrière.
- Le peintre et poète Yves Elléouët et l'artiste Aube Elléouët, fille d'André Breton, s'installent à Saché en 1966 sur une invitation d'Alexandre Calder[76].
- Louis Rollet est un artiste peintre orientaliste et paysagiste qui vécut à Saché[77].
- Ray Sutter (1920-1988), artiste-peintre et maître-verrier, vécut à Saché. Il y subsiste des vitraux abstraits qu'il créa dans les années 1950[78]
- Isabelle Champion-Métadier, dit Champion Métadier, est une artiste plasticienne, née le 23 juin 1947 à Tours. Elle est la fille de Paul Métadier.
- Bernard-Paul Métadier, dit Paul Métadier, né le 6 juin 1918 à Bordeaux[79], mort le 6 mai 2021 à Tours et inhumé à Saché.
- Casimir Chevalier, né le 7 mars 1825 à Saché, prêtre catholique, érudit et archéologue.
- François Le Poulchre, seigneur de la Motte-Messemé, né en 1546, est un militaire et écrivain français du XVIe siècle, seigneur de la Motte-Messemé, gentilhomme angevin, chevalier de l'ordre de Saint-Michel.
- Marguerite de Roussellé, également connue sous le nom de Marguerite-Marie de Rouxelley, née à Saché, est une figure importante de la spiritualité chrétienne du XVIIe siècle.

## Séjours d'auteurs et d'artistes

### Séjours au château de Saché
- Emmanuelle Pireyre : elle participa le 14 novembre 2015 à la table ronde "Regards croisés sur l'exposition temporaire" autour de l'exposition Balzac, romancier des femmes. Puis en août 2016, elle est venue résider au Château de Saché durant une courte période d'immersion, où elle composa Bilan Balzac, texte qui témoigne de son rapport à Honoré de Balzac. En ce lieu, elle présenta ce texte les 21 et 22 novembre 2016 lors de rencontres scolaires[80].
- Christian Garcin : il résida au château de Saché du 1er au 4 mai 2017 où il écrit le texte Les trois Mistigris. L'écrivain a lu publiquement son texte lors du week-end des Journées Européennes du Patrimoine au musée Balzac en 2017[81].

### Séjours à l'Atelier Calder
Depuis 1989, l’Atelier Calder est un lieu de résidence d'artiste, dans l'ancien atelier du sculpteur américain Alexander Calder. Durant trois mois, les artistes bénéficient d’un soutien technique et financier qui favorise la création de projets artistiques. L’association, qui bénéficie du soutien du Ministère de la Culture, de la région Centre Val-de-Loire et de la Fondation Calder, accueille des artistes internationaux,.

## Héraldique
| Blason de Saché | Les armes de Saché se blasonnent ainsi : Coupé : au premier de sinople à la chèvre d'argent accostée de deux molettes d'éperon d'or, au second d'or à la roue de moulin de huit bras de gueules ; à la fasce ondée d'argent brochant sur la partition. |